# Banaczek
Banaczek (ang. Banacek) – amerykański telewizyjny serial kryminalny, zrealizowany w latach 1972–1974 z George’em Peppardem w roli tytułowego detektywa polskiego pochodzenia. W Polsce był emitowany pod koniec lat 70. w TVP.

## Obsada
- George Peppard jako Thomas Banacek
- Ralph Manza jako Jay Drury
- Murray Matheson jako Felix Mulholland
- Christine Belford jako Carlie Kirkland
- George Murdock jako Cavanaugh
- Linden Chiles jako Henry DeWitt
- Eugene Dynarski jako Leo

W mniejszych rolach i epizodach wystąpili m.in.: Stefanie Powers, Brenda Vaccaro, Sterling Hayden, Anne Baxter, Linda Evans, Victoria Principal, Pernell Roberts, John Saxon, Bruce Kirby, Penny Marshall.

## Polonizmy
W serialu bohater wielokrotnie nawiązuje do swojego polskiego pochodzenia. Kongres Polonii Amerykańskiej przyznał serialowi nagrodę za pozytywne sportretowanie Polonii Amerykańskiej.
Detektyw często cytuje – jak sam mówi – stare polskie przysłowia. Oto wybór:
- Gdy sowa przybywa na mysi piknik, nie będzie wyścigu w workach
- Jeżeli twoich skarpetek nie ma w butach, nie szukaj ich w niebie
- Tylko stonoga może usłyszeć wszystkie sto kroków swojego wujka
- Fakt, że sukienka jest satynowa nie oznacza, że łatwo ją zdjąć
- Nawet banknot o nominale 1000 zł nie może stepować
- Bez względu na to jak bardzo się uśmiechasz gdy razi cię słońce, kot trzyma swoje młode pod werandą
- Nawet gdy człowiek posmaruje się pachnącym olejkiem może skończyć z obitą twarzą
- Wilk który zje wieśniaka na kolacje prawdopodobnie nie będzie potrzebował śniadania

Źródło: